# Auguste Musin

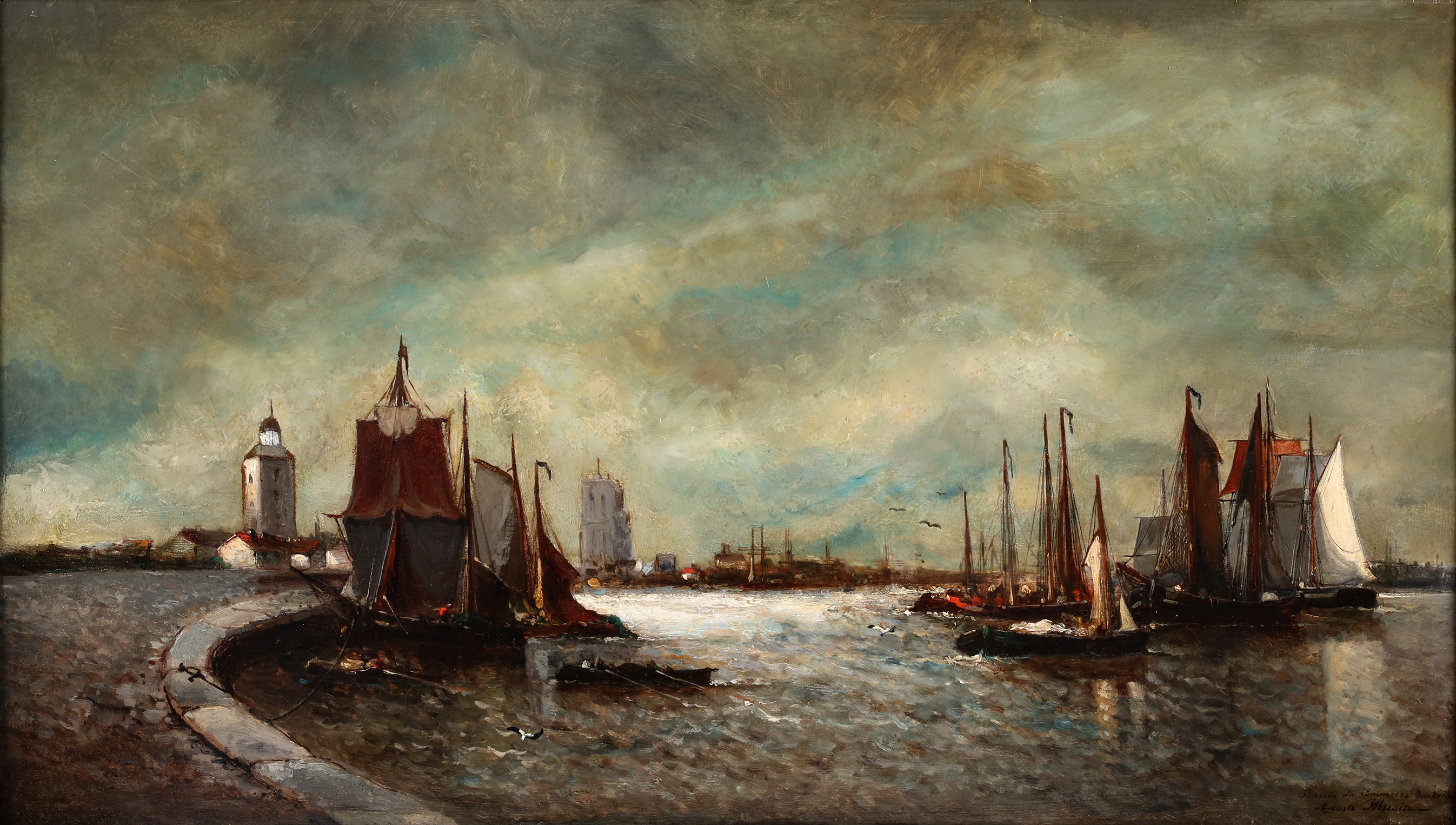
De haven van Duinkerke (Belgische collectie)

Auguste-Henri Frans Constant Musin (Oostende, 23 april 1852 – Sint-Joost-ten-Node, 23 december 1923) was een Belgische marineschilder.
Hij werd geboren in Oostende als zoon van artistieke ouders, nl. de marineschilder François Musin (4 oktober 1820 - 24 oktober 1888) en de bloemenschilderes Marie-Celestine Gosselin (ca. 1826 - maart 1853).
Auguste Musin huwde op 24 juni 1874 in Londen met zijn nicht, de romancière Clémence Léontine Musin (†Sint-Joost-ten-Node/Brussel, 24 mei 1894) (er bestaat een portret van haar, geschilderd in 1886 door Léon Herbo). Het echtpaar had twee kinderen: Marguerite-Raphaëlle Musin (London, 1874 - Sint-Joost-ten-Node/Brussel, 1899) en François-Auguste Musin (Paris, ca. 1877 - Oostende, 1927). Zijn vrouw zou, onder de naam Léontine Musin, enkele romans en jeugdboeken schrijven (onder andere Soeur de Lait, Nettie en Petrus et Paulus)
Hij woonde in Sint-Joost-ten-Node, met uitzondering van enkele jaren, toen hij in Parijs (ca. 1872) en in Londen (ca. 1873-1876) woonde. Auguste Musin overleed te Sint-Joost-ten-Node/Brussel op 23 december 1923 en werd aldaar begraven.

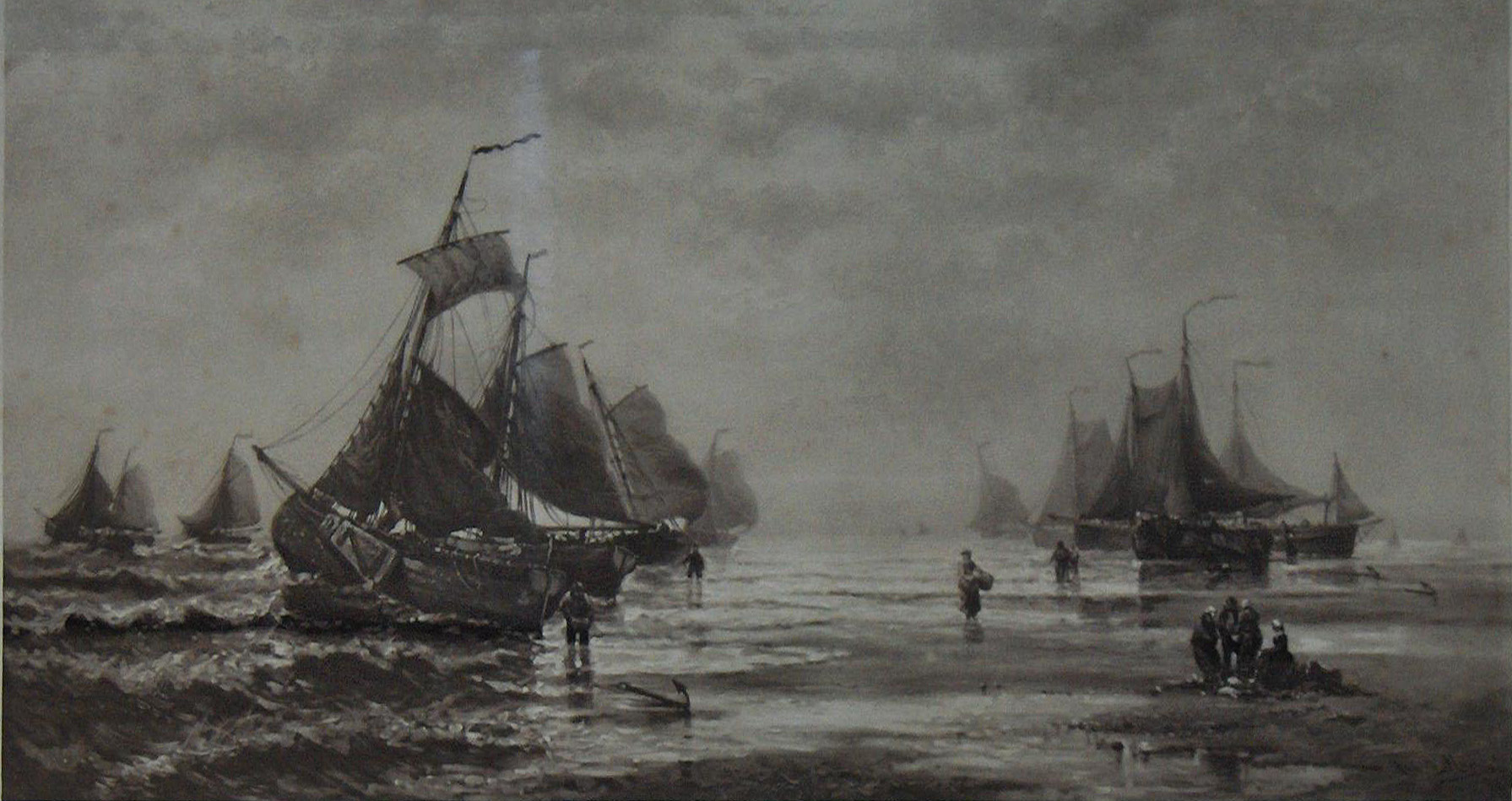
"Opkomend tij" - gravure

## Jeugd
Auguste Musin was als zoon van artistieke ouders als het ware voorbestemd om op zijn beurt kunstschilder te worden, specialisatie marineschilderijen. Zijn moeder overleed toen hij elf maanden oud was. Op 12 maart 1856 verhuisden ze van Oostende naar de Brusselse gemeente Sint-Joost-ten-Node. Hij werd verder opgevoed door zijn tante Louise Gosselin, die bij zijn vader inwoonde.
Reeds in zijn kinderjaren vertoonde hij teken- en schildertalent. Toen hij zes jaar oud was, had hij op een schilderij van zijn vader een ventje geschilderd. Deze eerste artistieke prestatie leverde hem een flinke rammeling op. Toen hij vijftien werd fungeerde zijn vader als leermeester, Auguste was in feite de enige leerling die van jongs af aan in het atelier van zijn vader werd opgeleid. Hij mocht ook lessen volgen aan de Vrije Academie in de Twaalf Apostelenstraat en volgde ook nog lessen in de muziekschool. Op 28 juni 1865, op dertienjarige leeftijd, gaf hij reeds een tentoonstelling in het restaurant van de oesterputten Musin (gesticht in 1846 door zijn grootvader François-Constant Musin) in Oostende.
In zijn jeugd maakte hij een groot aantal potloodtekeningen als hij in de zomer aan de kust verbleef. Meestal zijn deze werkjes ook gedateerd. Hij tekende de toenmalige Oostendse vuurtoren, de Cercle du Phare, de kazernes, het stapelhuis, de Oostendse scheepswerven, de Nieuwpoortse vuurtoren, strandgezichten in De Panne enz.

## Debuut
Auguste Musin zette in zijn marines de conventionele realistische stijl, de thematiek en de compositie van zijn vader verder en had daarmee evenveel, zo niet een nog groter commercieel succes.
In 1869 maakte Auguste Musin zijn officieel debuut op de Salons en sindsdien was hij niet meer weg te denken uit zowat alle belangrijke West-Europese en Amerikaanse tentoonstellingen. In 1869 reeds behaalde hij zijn eerste onderscheiding, een bronzen medaille, met tekeningen en schetsen tijdens een tentoonstelling te Duinkerke, Frankrijk.
Hij huwde op 24 juni 1873 in Londen met zijn nicht Clémence Musin. Zij had reeds enige bekendheid verworven met romans die ze in de Revue de Belgique publiceerde. Het koppel woonde in Blomfield Road, Shepherd's Bush en bereisde Zuid-Engeland, de kusten van Kent, Norfolk, Yorkshire, Devonshire en de Kanaaleilanden Jersey en Guernsey. En ondertussen vulde Auguste Musin zijn mappen met vele tekeningen, schetsen en studies. Zijn schilderij "Après la pluie sur l'Escaut" behaalde een medaille op een tentoonstelling in Londen in 1873.
Zijn dochter Marguerite Raphaëlle werd geboren op 25 april 1874 in Londen. Auguste Musin kreeg op dezelfde dag een gouden medaille op de tentoonstelling in Rouen. Hij kreeg opnieuw een medaille in 1874 op een tentoonstelling in South Kensington, Londen.
In 1876 kwamen ze opnieuw in Sint-Joost-ten-Node wonen, Grensstraat 118. Hij had tevens een tweede verblijf in Ruisbroek tussen 1877 en 1886.

## Erkenning
Auguste Musin leidde een rustig, burgerlijk kunstenaarsbestaan zonder noemenswaardige hoogten of laagten. Hij verdeelde zijn tijd tussen reizen, het schilderswerk en het society-leven. Hij was een van de aanzienlijkste leden van de “Cercle libre de l’Observatoire” te Brussel, een elitair, oerconservatief kunstenaarsgezelschap. Elke zomer verbleef hij in Oostende, waar hij zich mengde in het riante mondaine leven in en om het Kursaal, en in artistieke kringen rond James Ensor, Emile Spilliaert (1858-1913) (Léon Spilliaert was zijn achterneef), Félix Buelens en Antoine Dujardin.
De schrijver en kunstcriticus Ernest Mathy noemde hem terecht le digne héritier du pinceau paternel, want in zijn beste werken is hij stilistisch nauwelijks van zijn vader te onderscheiden. Het zijn technisch knappe werkstukken, geheel binnen de realistische traditie, later ook met enige reminiscenties aan het impressionisme. Niet onterecht verweet de officiële kritiek Auguste Musin soms zijn onpersoonlijkheid, de duidelijke invloed van de marineschilder Paul-Jean Clays (1819-1900), zijn soms al te bonte palet en het steeds maar herhalen van succesrijke thema’s.
Omstreeks 1876 deed Auguste Musin enkele schuchtere pogingen om zijn imago als marineschilder te doorbreken: hij toonde het salonpubliek enkele sneeuwlandschappen, die echter minder enthousiast onthaald werden. Musin zat nu eenmaal vast in het vakje marine en werd door het publiek verondersteld daar te blijven.
Zijn tweede kind, François August, werd geboren op 25 april 1877 in Parijs.
Auguste Musin kon bogen op een indrukwekkend palmares:
- Goud te Rouen (1874), Nîmes (1881) en Arcachon (1886),
- Zilver of brons in Rijsel, Londen, Lorient, Périgueux (1891), Marseille, Duinkerke, New Orleans (1886, tentoonstelling voor het eeuwfeest), Reims, Compiègne, Amiens (1877), Avignon (1877) en Scheveningen (1892), Chicago (1893), Bordeaux (1899)
- een erediploma te Limoges (1892), Saint-Étienne (1895), Arcachon (1897), Marseille (1899, grand diplôme d'honneur)
- een erevermelding op de Wereldtentoonstelling van Parijs in 1889.

Tijdens zijn bezoeken aan de zomersalons te Oostende sprak koning Leopold II vaak zijn grote bewondering uit voor het werk van Auguste Musin.
Samen met zijn vader publiceerde Musin een platenboek over de Belgische zeevisserij de vissoorten en de schelpen, “La pèche maritime belge” (1882), een fraai kleurenalbum (met 13 platen) dat zich tot kinderen richtte, gevolgd door La Pêche fluviale (met 12 platen). Deze platen werden eveneens getoond op de wereldtentoonstelling van 1885 in Antwerpen.
Zoals een bloemlezing van titels van Musins schilderijen duidelijk aantoont, wijkt ook zijn thematiek slechts in geringe mate af van die van zijn vader : “Boten op het strand”, “Monding van de Maas”, “Een rukwind op de Noordzee”, ”De Zeedijk te Oostende”, “Het Pavillon du Rhin te Oostende”, “Gezicht op Scarborough Castle”, “De Thames bij maneschijn”, “Vissersboten te Scheveningen”, “De oude vuurtoren te Blankenberge”, “Te Whithby”, “Winterlandschap bij zonsondergang”, “De Moerdijk” enz.
Na de dood van zijn vader in 1888, zette Auguste Musin het atelier MUSIN verder met evenveel succes. Hierdoor werd hij bemiddeld. Dit blijkt eveneens uit de nalatenschap na het overlijden van zijn echtgenote op 19 april 1894. Hij leende ook verschillende malen geld uit via notarissen/
Hij was een der mede-oprichters, samen met onder andere James Ensor van de Cercle des Beaux Arts d'Ostende op 14 juni 1894. Hij schonk een schilderij voor de tombola van het eerste salon van deze vereniging op 12 juli 1894. Er werd nogmaals een salon ingericht in 1895, maar de vereniging stierf een stille dood, toen het stadsbestuur in 1896 geen subsidie meer verleende/
Zijn dochter Marguerite stierf ongehuwd op 28 december 1899. Zijn zoon François werd "officier ter lange omvaart" in 1901.
Na 1900 was het Musin-atelier duidelijk over het hoogtepunt heen. Musin bleef nog wel actief, maar was enkel nog een vierderangsfiguur, teruggedrongen door de evoluerende ideeën in de wereld der schilderkunst, waaraan hij niet wilde of zich niet kon aanpassen. Hij behaalde wel nog enkele prijzen : tweede prijs in Rijsel (1902), medaille in Lorient (1902 en 1903). In 1903 gaf hij nog een tentoonstelling in Spa die opnieuw lovende kritieken behaalde. Hij exposeerde nog tot 1921 (in de “Maatschappij tot aanmoeding van Schoone Kunsten” te Mechelen).
Hij stierf, bijna vergeten, op eenenzeventigjarige leeftijd te Brussel op 23 december 1923. Hij werd begraven bij zijn echtgenote op het kerkhof van Sint-Joost-ten-Node. Na zijn dood werden van 7 tot 10 mei 1924 talrijke schilderijen van hem en zijn vader François Musin en allerhande zaken die in het atelier waren blijven staan, openbaar verkocht op last van zijn zoon in de Galerij Fiévez te Brussel.

## Illustrator
Een minder bekend aspect van Musins kunsttalent is zijn activiteit als illustrator: in de jaren tachtig van 20e eeuw leverde hij heel wat tekeningen die afgedrukt werden in magazines als “The Graphic”, “The London News” en “L’Univers Illustré”. Het betreft meestal rake schetsen van mensen (al dan niet met huisdieren) op wandel, in een park en op het strand
Het Koninklijk Prentenkabinet te Brussel bewaart transfers van deze tekeningen. Ook tekende Musin ontwerpen voor effecten en aandelen, meestal in verband met maritieme ondernemingen
In 1956 werd een boek verkocht met 49 reproducties naar schilderijen van François Musin, uitgevoerd in pen en aquarel door zijn zoon Auguste. Het album bevatte eveneens een portret van François, eveneens van de hand van zijn zoon.

## Besluit
Met Musin ging een der laatste belangrijke vertegenwoordigers van de Belgische 19de-eeuwse marineschilderkunst heen. Hij was een waardig vertegenwoordiger van een lange traditie gestart door Jean-Baptiste Tency en Frans Balthasar Solvyns, voortgezet door Dominique de Bast, Henri Lehon, Charles Louis Verboeckhoven, Egide Linnig, François Musin e.a.
Zijn werken worden nog regelmatig aangeboden op veilingen. Het schilderij Bateaux et deux-mats sur l'Escaut werd bij het veilinghuis Bernaerts (Antwerpen) verkocht voor € 4000 op 26 maart 2007. Op andere recente veilingen werden er prijzen betaald tussen € 1500 en € 3000.

## Musea en openbare verzamelingen
- Brugge, Provinciale Bibliotheek;
- Brussel, K.M.S.K. van België
- Brussel, Koninklijke Bibliotheek (Prentenkabinet);
- Compiègne, Museum;
- Liège, Stadsarchief
- Maaseik, John Selbach Museum
- Oostende, Museum voor Schone Kunsten.
- Praha;
- Reims.
- Leicester City Museums

- Biografisch Portaal: 73945129
- Gemeinsame Normdatei: 121815587
- International Standard Name Identifier: 0000 0003 5457 9452
- Library of Congress Control Number: no2011195670
- RKD-Nederlands Instituut voor Kunstgeschiedenis: 58601
- Union List of Artist Names: 500004720
- Virtual International Authority File: 47627966
- WorldCat: E39PBJcKQpdrWfBdyWg3KwTj4q